# Tahere Falahati
Tahere Falahati (persan : طاهره فلاحتیی) est une chanteuse iranienne de musique traditionnelle résidant au Canada.

## Biographie
Née en 1974 en Iran pays qu'elle quitte en 2001 du fait de la quasi impossibilité pour une chanteuse de se produire en soliste. Elle grandit dans la capitale Téhéran, où elle suit une formation à la poésie et à la musique traditionnelle. « Nous parlons de notre histoire, de notre culture, de notre spiritualité, de notre foi et de nos croyances à travers la poésie et la musique. » a-t-elle déclaré ajoutant que lorsqu'elle allait répéter chez son professeur, toutes les fenêtres devaient être fermées pour que son chant ne soit pas entendu à l'extérieur. « C'est comme si quelqu'un essayait de vous étrangler. [...] C'est pour cela que nous avons immigré au Canada. »

## Carrière
Elle étudie notamment le chant en privé sous la tutelle de la célèbre chanteuse iranienne Parissa tout en effectuant des études de chimie, elle obbtient une licence et a brièvement travaillé dans ce domaine scientifique.
Falahati aborde les complexités et les subtilités de la musique classique persane. Le genre, explique-t-elle, repose sur un répertoire fixe de courts mouvements mélodiques, appelés gushe, et tire souvent ses paroles de poètes médiévaux renommés tels que Ibn Al-Roumi, Hafiz ou Sa'adi. Elle sort son premier disque A Moment With You est composé et dirigé par le joueur de kamancheh Saeed Farajpoory et met en vedette un ensemble d'instrumentistes du Lower Mainland, dont Ali Razmi (setar), Ali Sajadi (barbat), Saina Khaledi (santour) et Hamin Honari (tombak, daf). Elle produit des clips vidéos de nouvelles œuvres sur YouTube au sein de plusieurs ensembles.